# Nanouk
Nanouk ist ein bulgarisch-deutsch-französischer Film, der unter der Regie Milko Lasarows nach dem Drehbuch von Simeon Wenzislawow entstand. Er handelt von einem im ewigen Eis Jakutiens, nahezu vollkommen isoliert, traditionell lebenden Paar. Ihr Leben, Älterwerden und die Auseinandersetzung mit der sich verändernden Natur werden in einem stillen Drama dargestellt.
Weltpremiere hatte der Film 2018 bei den Internationalen Filmfestspielen Berlin 2018  und kommt über Neue-Visionen Filmverleih seit dem 18. Oktober 2018 in die deutschen Kinos.

## Handlung
In einer Jurte in der lebensfeindlichen Eiswüste von Jakutien leben der Rentierjäger Nanouk (Michail Aprossimow) und seine Frau Sedna (Feodossija Iwanowa) allein nach den Traditionen ihrer Vorfahren. Die moderne Zivilisation macht sich nur in den Kondensstreifen und gelegentlichen Hubschrauber-Vorbeiflügen bemerkbar. Die Natur verändert sich – die Jagd wird immer schwieriger, die Raben kommen früher und das Eis wird dünner. Chena (Sergej Jegorow), der sie regelmäßig besucht, ist die einzige Verbindung zur Außenwelt und zu ihrer Tochter Ága, die ihre Eltern vor langer Zeit verlassen hat. Sedna würde gerne darüber reden, stößt bei Nanouk jedoch nur auf Sprachlosigkeit. Erst als Sedna stirbt, macht sich Nanouk auf, um Ága (Galina Tichonowa) zu finden und kommt dabei in eine völlig fremde Welt.

## Rezeption

### Altersfreigabe
In Deutschland wurde der Film von der FSK mit Freigabedatum 6. Juli 2018 für Kinder ab 6 Jahren freigegeben. In der Freigabebegründung heißt es, dass Kinder ab 6 Jahren die Geschichte ausreichend verstehen und werden auch in einer Szene, in der einem Schneefuchs das Fell abgezogen wird, nicht überfordert.

### Kritik
Nach Jenni Zylka von Spiegel Online verlässt sich Lasarow auf die visuelle Wucht der Umgebung, die herausragende Tonspur und die Stärke der Gefühle, die Michail Aprossimow und Feodossija Iwanowa mit minimaler Gestik zu zeigen imstande sind. In seinem zweiten Spielfilm behandelt Lasarow ein Thema, das überall spielen kann, wo Kinder sich entfremden, wo zwei sich lieben und Eltern altern. Lasarow hat in seinem Meisterwerk gezeigt, dass das Private auch im ewigen Eis politisch werden kann.
Nach Knut Elstermann von MDR Kultur beobachtet Lasarow in wunderbarer Weise dieses Paar, das sich in ihrem langen Leben vollkommen angeglichen hat. Jeder Griff sitzt und ihre gegenseitige Zuneigung ist immer spürbar, was die Protagonisten nur mit Blicken und stillen Gesten zu einem berührenden Erlebnis machen. Es ist ein bildgewaltiges Werk über die Schönheit einer bedrohten Natur und als stilles Drama über die innige, lebensnotwendige Beziehung zweier Menschen zugleich universell gültig.

## Film Details

### Filmstarts
Einige der Filmstarts führt die Tabelle auf, weitere siehe Internet Movie Database.
| Land                    | Datum              | Veranstaltung                             |
| ----------------------- | ------------------ | ----------------------------------------- |
| Deutschland             | 23. Februar 2018   | Internationale Filmfestspiele Berlin 2018 |
| Australien              | 13. Juni 2018      | Sydney Film Festival                      |
| Bosnien und Herzegowina | 15. August 2018    | Sarajevo Film Festival                    |
| Dänemark                | 27. September 2018 | CPH PIX                                   |
| Deutschland             | 18. Oktober 2018   |                                           |
| Frankreich              | 13. November 2018  | Premiere in Paris                         |
| USA                     | 4. September 2019  |                                           |